# Şehzade Mahmud (figlio di Mehmed III)
Şehzade Mahmud (turco ottomano: شہزادہ محمود; Manisa, 1587 – Costantinopoli, 7 giugno 1603) è stato un principe ottomano, figlio del sultano Mehmed III e della concubina Halime Hatun.
Era anche il fratellastro del sultano Ahmed I e il fratello di Mustafa I.

## Biografia
Mahmud nacque a Manisa nel 1587. Suo padre era il futuro Mehmed III, all'epoca Şehzade e governatore della città, sua madre la concubina georgiana Halime Hatun. Aveva due sorelle minori, Hatice Sultan e Şah Sultan, un fratello minore, Şehzade Mustafa; e diversi fratellastri e sorellastre.   
A partire dal 1592 venne educato coi suoi fratellastri da Lala Mustafa Efendi. Era particolarmente legato al fratellastro minore Ahmed, figlio di Handan Hatun e futuro sultano.  
Nel 1597 suo padre salì al trono e Mahmud lo seguì a Costantinopoli. Entro l'anno successivo i suoi due fratellastri maggiori, Şehzade Selim e Şehzade Süleyman, figli di Handan, morirono e Mahmud divenne il figlio maggiore. Sua madre Halime cercò, invano, di farlo nominare erede, ma dovette affrontare l'opposizione di Safiye Sultan, potentissima madre di Mehmed, che favoriva Handan e Ahmed.  
Mahmud aveva uno spirito guerriero ed era molto popolare presso l'esercito, in particolare fra i reparti d'élite dei giannizzeri, chiedendo spesso, senza essere accontentato, di potersi mettere a capo di qualche operazione militare, ad esempio contro le rivolte Jelali. Questo turbava suo padre, che temeva la popolarità del figlio e aveva paura che potesse sfruttarla per organizzare una rivolta per detronizzarlo. Per lo stesso motivo, non lo nominò governatore di alcuna provincia. Pare che Ahmed si fosse reso conto di ciò e suggerisse spesso al fratello di frenarsi per non mettersi in cattiva luce con il loro padre. Mahmud inoltre si opponeva apertamente allo strapotere di sua nonna Safiye sul padre e sul governo, peggiorando la sua posizione.  
Dopo il 1600 il governo si spaccò fra i sostenitori di Mahmud e quelli di Ahmed. Si diffusero voci secondo cui il primo stesse progettando una rivolta e che, se fosse fallita, sarebbe stato nascosto in provincia, dove lo avrebbe dovuto aspettare un secondo esercito.  
Nel 1603 Halime, superstiziosa e preoccupata, inviò un messaggio a una veggente a cui chiedeva quando Mehmed sarebbe morto e se suo figlio sarebbe stato sultano. La risposta fu che il sultano sarebbe morto entro un anno e che suo figlio sarebbe salito al trono. I messaggi furono intercettati da Safiye Sultan e dal suo capo eunuco Abdürrezzak Agha, che li presentarono a Mehmed come prova di un complotto in corso di Halime e Mahmud contro il trono.  
Sia Halime che Mahmud furono imprigionati e interrogati duramente.

## Prigionia
Nonostante Halime avesse giurato che il messaggio non nascondeva secondi fini e che Mahmud non ne era neppure a conoscenza, il principe fu picchiato con violenza per giorni per ottenere una confessione.  
Mehmed consultò il suo Gran Visir Yemişçi Hasan Pascià e il Gran mufti Ebulmeyamin Mustafa Efendi, i quali risposero che, anche senza prove, era lecito per un sultano giustiziare suo figlio se così riteneva.

## Esecuzione
Mahmud fu strangolato da quattro Muti il 7 giugno 1603, mentre suo padre aspettava fuori. Dopo l'esecuzione, verificò personalmente che il figlio fosse morto. Venne inizialmente sepolto in una tomba anonima.  
Con la sua morte, gli unici eredi rimasti furono Ahmed, di tredici anni, e Mustafa, di tre.  
I presunti complici di Mahmud furono annegati.  
Halime venne graziata dalla condanna a morte per amore di suo figlio Mustafa, di appena tre anni, e delle altre due figlie che aveva dato a Mehmed, anche se fu esiliata a Palazzo Vecchio, dove rimase fino alla morte, esclusi i pochi mesi in cui Mustafa fu sultano. 

## Conseguenze della sua morte
Mehmed III morì appena sei mesi dopo la morte di Mahmud, secondo alcuni proprio di dolore e rimorso. Suo figlio con Handan, Ahmed, tredicenne, divenne sultano. Le sue prime decisioni furono onorare il fratellastro Mahmud, costruendogli un degno mausoleo in cui seppellirlo all'interno della Moschea Şehzade, e risparmiare la vita a Mustafa, che era anche suo unico erede all'epoca, invece di ucciderlo come previsto dalla Legge del Fraticidio, pur mantenendo in isolamento per tutta la vita.  
Inoltre, per vendetta, a causa del loro ruolo nella morte di Mahmud, acconsentì alla richiesta di sua madre di esiliare sua nonna Safiye a Palazzo Vecchio e sostituire il suo capo eunuco con Cevher Agha, fedele di sua madre, insieme a tutti gli altri alleati di Safiye a corte.

## Culture popolare
Nella serie TV storica turca Il secolo magnifico: Kösem è interpretato dagli attori turchi Arda Taşarcan da bambino e Barış Cankurtaran da adolescente. 